# Jánd
Jánd is een plaats (község) en gemeente in het Hongaarse comitaat Szabolcs-Szatmár-Bereg. Jánd telt 851 inwoners (2001).